# Totally F***ed Up
Totally F***ed Up, noto anche come Totally Fucked Up, è un film del 1993, scritto e diretto da Gregg Araki.
Primo capitolo della trilogia Teenage Apocalypse di Araki, il film è considerato una voce fondamentale nel genere New Queer Cinema. Gli altri film della trilogia sono Doom Generation (1995) e Ecstasy Generation (1997).
È stato presentato in anteprima al Sundance Film Festival del 1993.

## Produzione
Araki ha detto che il film venne girato "praticamente senza troupe" su pellicola 16mm senza permessi e che utilizzò lui stesso la telecamera.

## Stile
Il film fa ampio uso di una videocamera, che uno dei personaggi usa per fornire informazioni sulla vita degli altri personaggi attraverso discussioni simili ad interviste. Questa tecnica è diventata popolare negli anni '90, come si evince anche da film successivi come Giovani, carini e disoccupati (1994) American Beauty (1999) e The Blair Witch Project (1999). Araki stesso ha rivisitato l'idea della videocamera nel suo film del 1997 Ecstasy Generation.